# Shemurat Bené Ẕiyyon
Shemurat Bené Ẕiyyon (hebreiska: Shemurat Rekhes H̱aruẕim, שמורת רכס חרוצים, Shemurat Rekhes H̱arutsim, שמורת בני ציון) är ett naturreservat i Israel.   Det ligger i distriktet Centrala distriktet, i den norra delen av landet.